# استیون کار
استیون کار (انگلیسی: Stephen Carr؛ زادهٔ ۲۹ اوت ۱۹۷۶) یک بازیکن فوتبال اهل ایرلند است.